# 1234 (musikalbum)
1234 är Ronnie Woods fjärde soloalbum, utgivet september 1981 av skivbolaget Columbia Records.

## Låtlista
Sida 1
1. "1234" – 3:28
2. "Fountain of Love" (Ronnie Wood/Jim Ford) – 5:10
3. "Outlaws" (Ronnie Wood/Jim Ford) – 4:01
4. "Redeyes" (Wood; inspirerad av Mick Jagger) – 3:32
5. "Wind Howlin' Through" – 3:02

Sida 2
1. "Priceless" (Ronnie Wood/Bobby Womack) – 4:19
2. "She Was Out There" – 5:14
3. "Down to the Ground" – 3:36
4. "She Never Told Me" (Ronnie Wood/Jim Ford) – 5:48

- Om inte annat anges är låtarna skrivna av Ronnie Wood.

## Medverkande
Musiker
- Ronnie Wood – sång, gitarr, basgitarr
- Bobby Womack, Waddy Wachtel, Robin Le Mesurier – gitarr
- Jimmy Haslip, Jay Davis – basgitarr
- Carmine Appice, Jim Keltner, Charlie Watts, Alan Myers, Ian Wallace, Alvin Taylor – trummor
- Ian McLagan, Nicky Hopkins – keyboard
- Bobby Keys, Jim Horn – saxofon
- Anita Pointer, Clydie King, Sherlie Matthews – sång
- Jimmy Z – munspel

Produktion
- Ron Wood – musikproducent, omslagskonst
- Andy Johns – musikproducent, ljudtekniker
- Tom Yuill – ljudtekniker (på "Wind Howlin' Through")
- Karat Faye, Eddie Delena, Kevin Eddy, Ricky Delena – assisterande ljudtekniker
- Tony Lane – omslagsdesign
- David Peters, Bruce Burnside – foto